# Мансурово (Учалинский район)
Мансу́рово (баш. Мансур) — в Учалинском районе Башкортостана России, центр Мансуровского сельсовета.

## Географическое положение
Расстояние до:
- районного центра (Учалы): 32 км,
- ближайшей железнодорожной станции (Шартымка): 5 км.

## Население
| 2002 | 2009 | 2010 |
| ---- | ---- | ---- |
| 760  | ↗789 | ↘740 |

Национальный состав
Согласно переписи 2002 года, преобладающая национальность — башкиры (84 %).

## Экономика
Рядом находится Сангалыкский диоритовый карьер.

## Известные уроженцы
- Хилажев, Мавлет Хилажевич (5 мая 1916 года — 30 августа 1997 года) — наводчик орудия 602-го стрелкового полка (109-я стрелковая дивизия, 42-я армия, Ленинградский фронт), ефрейтор, полный кавалер ордена Славы.